# 鹿間時夫
鹿间时夫（日语：／ Shikama Tokio，1912年6月6日—1978年12月12日），日本古生物学家，專長於东亚的古生物、人类及化石的收集、研究與分析。
第二次世界大战时他曾与其他学者在中国东北辽宁省西部，朝阳县的羊山四家子发掘到后来被命名為热河恐龙足印的足印。这足印是由一种小型侏罗纪中期虚骨龙遺留，為一种蹠行动物，三趾型。他后来帮助了台湾左镇人的鉴定。他著有《日本化石图谱》、《古脊椎动物物图鉴》、《古生物学》等书籍，亦曾为日本古生物学会会长。

## 著作
- 『古脊椎動物図鑑』 朝倉書店（1979年）
- 『日本化石図譜』 日本礦物趣味の会出版部（1943年）
- 『こけし・人・風土』築地書館(1954年)
- 『こけしの美』未来社(1961年)
- 『こけし　美と系譜』社会思想社(1966年）
- 『こけし鑑賞』 美術出版社（1967年）
- 『美の遍歴』民芸とこけしより南画へ 恒文社（1980年）
- 『こけし鑑賞』

## 論文
- 国立情報学研究所収録論文 国立情報学研究所